# Heliconia acuminata
Heliconia acuminata é uma planta ereta da família Heliconiaceae. Tipicamente do Brasil, a planta cresce até 1,60 m de altura.